# Maśloch
Maśloch – przysiółek wsi Włosienica położony w województwie małopolskim, w powiecie oświęcimskim, w gminie Oświęcim.
W latach 1975–1988 przysiółek administracyjnie należał do województwa bielskiego.